# Zeche Bosselbank
Die Zeche Bosselbank ist ein ehemaliges Steinkohlenbergwerk in Essen-Stadtwald-Kluse. Die Zeche ist auch unter dem Namen Zeche Bosselbänksgen bekannt.

## Bergwerksgeschichte Bosselbank
Vermutlich wurde bereits seit 1750 mittels Stollenbergbau im Flöz Bosselbank Abbau betrieben. Bei dem Flöz Bosselbank handelt es höchstwahrscheinlich um das Flöz Finefrau Nebenbank. Im Jahr 1796 wurde dieser Flözbereich Oberstollen genannt. Der Abbau wurde durch die Anteilseigner Funtmann und Gebrand betrieben. Am 22. März erfolgte die Belehnung des Grubenfeldes durch die Herren Funtmann und Gebrand, es sollte eine Wassersohle aufgefahren und weiter Abbau betrieben werden. Durch die Auffahrung der Wassersohle kam es zu einer Überschneidung mit dem später angelegten Fendel-Stolln. Im Jahr 1803 wurde über den Haspelschacht 3 gefördert, dieser Haspelschacht hatte nur eine geringe Teufe und befand sich auf dem Langenbrahmer Sattel. Im Laufe des Jahres wurden weitere Schächte geteuft und ein alter Stollen aufgewältigt. Außerdem wurde zusammen mit der Zeche Langenbrahm ein 600 Lachter langer Schiebeweg zur Ruhr erstellt und genutzt.
Im Jahr 1807 wurde am Schacht 7 Abbau betrieben. Im Jahr 1811 wurde der Abbau im Flöz Bosselbank eingestellt und ab dem März desselben Jahres das Flöz Bosselbänksgen durch Querschläge aufgeschlossen. Im Anschluss daran wurde mit dem Abbau im Flöz Bosselbänksgen begonnen. Am 21. November 1812 wurde die Zeche Bosselbank wegen schlechter Kohlenqualität stillgelegt. Im Anschluss daran wurde die Berechtsame des Fendel-Stolln erworben. Am 14. Februar 1822 wurde die gesamte Berechtsame durch die Zeche Langenbrahm erworben.

## Bergwerksgeschichte Fendel-Stolln
Am 30. September 1771 wurde durch den Abt Anselmus von Werden eine Schürferlaubnis an Fendel&Consorten erteilt. Im gleichen Jahr wurde mit dem Stollenbetrieb begonnen, der Abbau war jedoch nur von kurzer Dauer. Am 30. März wurde die Konzession auf das Flöz Bosselbank (Finefrau Nebenbank) verliehen. Da dieses aber auch an die Zeche Bosselbank verliehen worden war, kam es zu Problemen, da hier die Verleihung vorher erfolgt war. Deshalb wurde der Fendel-Stolln auch Unterstolln genannt. Nach dem Jahr 1812 erfolgte die Eigentumsübertragung an die Zeche Bosselbank.